# Oedemamedina costalis
Oedemamedina costalis är en tvåvingeart som beskrevs av Townsend 1927. Oedemamedina costalis ingår i släktet Oedemamedina och familjen parasitflugor.
Artens utbredningsområde är Peru. Inga underarter finns listade i Catalogue of Life.